# سول سیدیبه
سول سیدیبه (انگلیسی: Sol Sidibe؛ زادهٔ ۱۰ فوریهٔ ۲۰۰۷) بازیکن فوتبال اهل بریتانیا است که در حال حاضر برای باشگاه فوتبال استوک سیتی بازی می‌کند.

## زندگی شخصی
سول فرزند مامدی سیدیبه، بازیکن فوتبال بازنشسته است که سابقه بازی برای باشگاه فوتبال استوک سیتی را نیز در کارنامه داشت.

## دوران باشگاهی
سول سیدیبه از طریق آکادمی استوک سیتی پیشرفت کرد و در ژوئیه ۲۰۲۳ یک قرارداد حرفه‌ای امضا کرد که از روز تولد ۱۷ سالگی‌اش فعال شد. او در تاریخ ۵ اوت ۲۰۲۳ در سن ۱۶ سالگی اولین بازی حرفه‌ای خود را در برابر راترهام یونایتد انجام داد. سه روز بعد، سیدیبه اولین بازی خود را برای پاترز در یک پیروزی ۲–۱ مقابل وست برومویچ آلبیون در دور اول جام حذفی فوتبال انگلستان انجام داد. او در ژوئیه ۲۰۲۴ یک قرارداد حرفه‌ای سه ساله با استوک امضا کرد.

## دوران ملی
وی همچنین در تیم‌های ملی فوتبال زیر ۱۷ سال انگلستان و زیر ۱۸ سال انگلستان بازی کرده است.